# Distrikt Laberinto
Der Distrikt Laberinto liegt in der Provinz Tambopata in der Region Madre de Dios in Südost-Peru. Der Distrikt wurde am 7. September 1994 aus Teilen des Distrikts Tambopata gebildet. Er erstreckt sich über eine Fläche von 2678 km². Beim Zensus 2017 wurden 6283 Einwohner gezählt. Im Jahr 2007 lag die Einwohnerzahl bei 4780. Die Distriktverwaltung befindet sich in der etwa 200 m hoch gelegenen Kleinstadt Puerto Rosario de Laberinto mit 4235 Einwohnern (Stand 2017). Puerto Rosario de Laberinto befindet sich 45 km westsüdwestlich der Provinzhauptstadt Puerto Maldonado.

## Geographische Lage
Der Distrikt Laberinto liegt im Amazonastiefland im Westen der Provinz Tambopata. Der Río Los Amigos bildet die südwestliche Distriktgrenze. Durch den östlichen Distriktteil fließt der Río Madre de Dios nach Osten.
Der Distrikt Laberinto grenzt im Süden an den Distrikt Inambari, im Südwesten an den Distrikt Madre de Dios (Provinz Manu) sowie im Norden und im Osten an den Distrikt Tambopata.